# Градчанська (станція метро)
50°05′49″ пн. ш. 14°24′16″ сх. д. / 50.09694° пн. ш. 14.40444° сх. д.
«Градчанська» (чеськ. Hradčanská) — станція Празького метро на лінії A. Розташована в празькому районі Градчани. 
Пілонна трисклепінна глибокого закладення з острівною прямою платформою 20,45 м завширшки і 115,1 м завдовжки. 
Станція без колійного розвитку. 
Станція була відкрита 12 серпня 1978 в складі 1 черги «Дейвіцька» — «Намєсті Міру».
Станція «Градчанська» має один вихід на вулицю Мілади Горакове (чеськ. Milady Horákové). Станція мусила мати другий вихід, який не був побудований в 1992, як це передбачалося планом 1987 року. В районі станції знаходиться залізнична станція «Прага-Дейвіце».
Проектна назва станції була «Обранцу Міру», через тогочасну назву вулиці Мілади Горакове.
Градчанська — важливий транспортний вузол і має вихід на зупинку сіми трамвайних маршрутів.

## Галерея

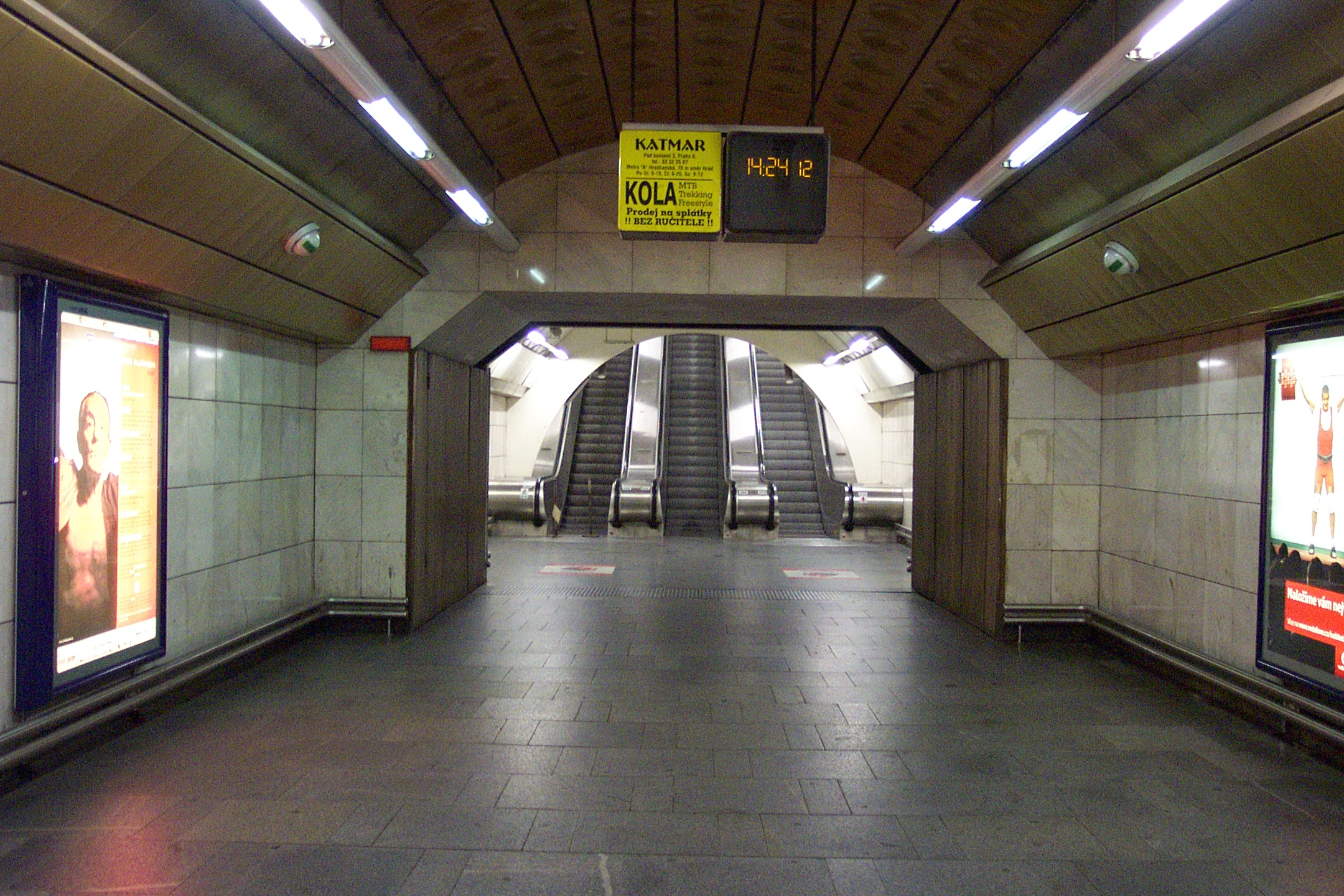
Зал станції
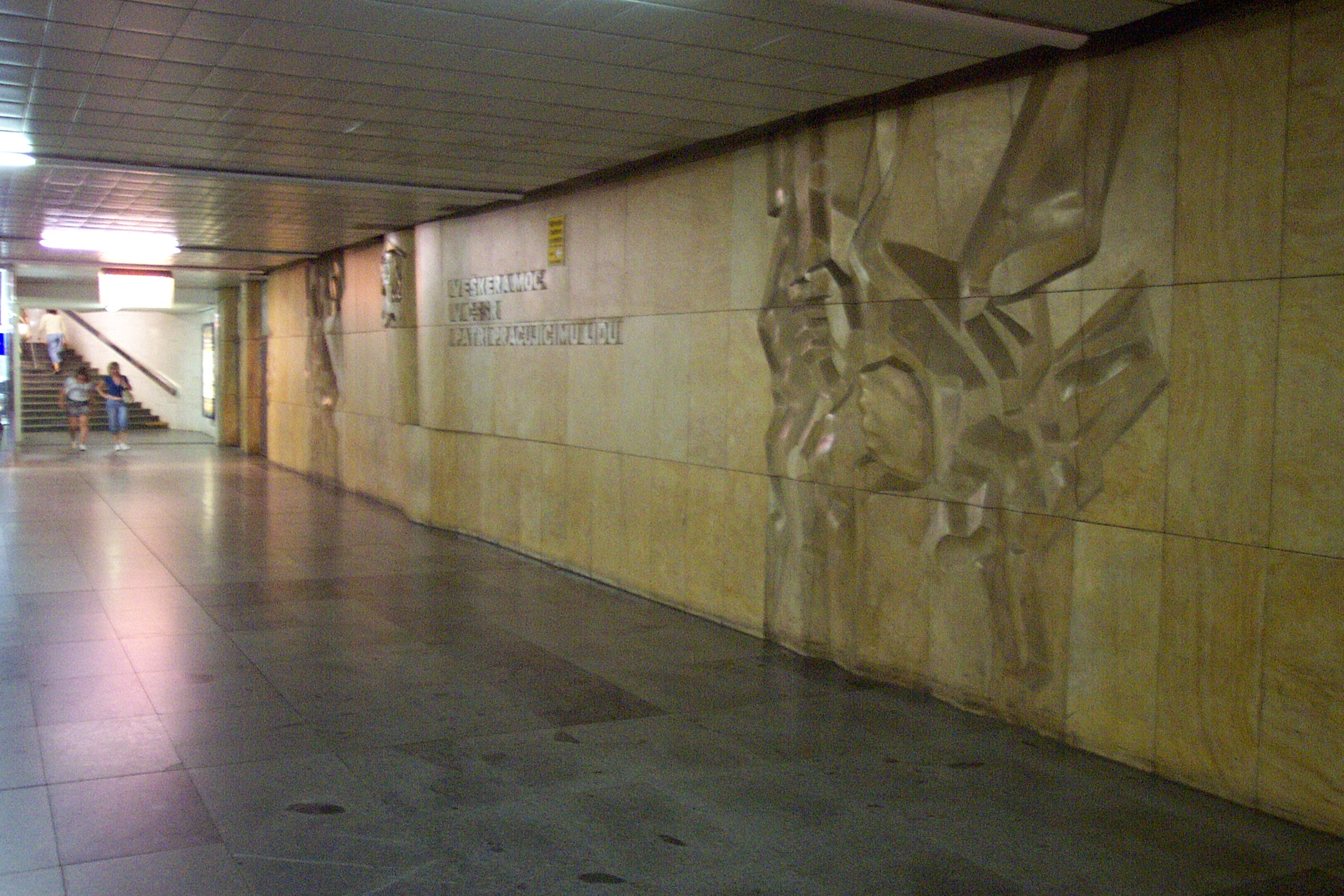
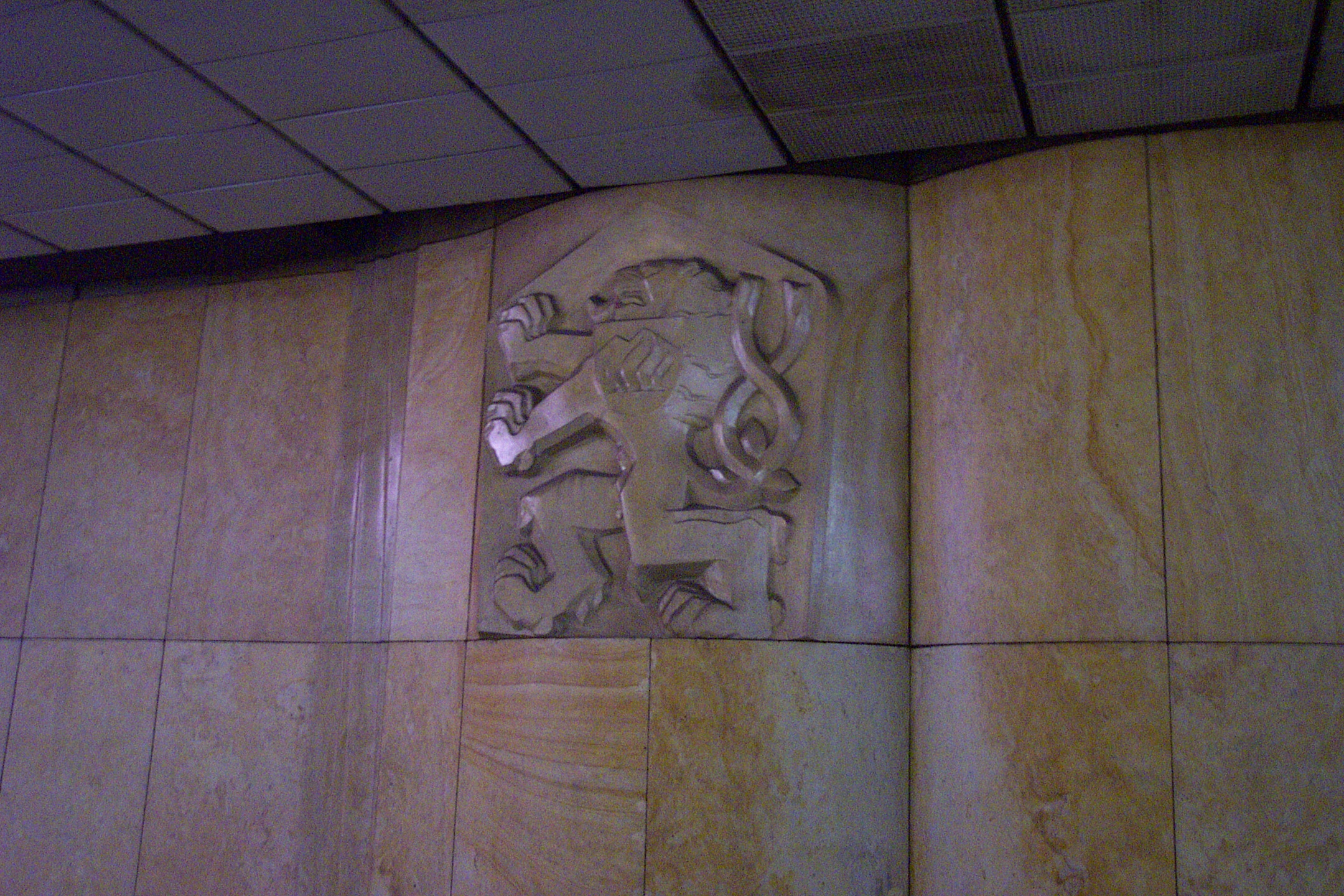
Стіна зі старим гербом Чехословаччини
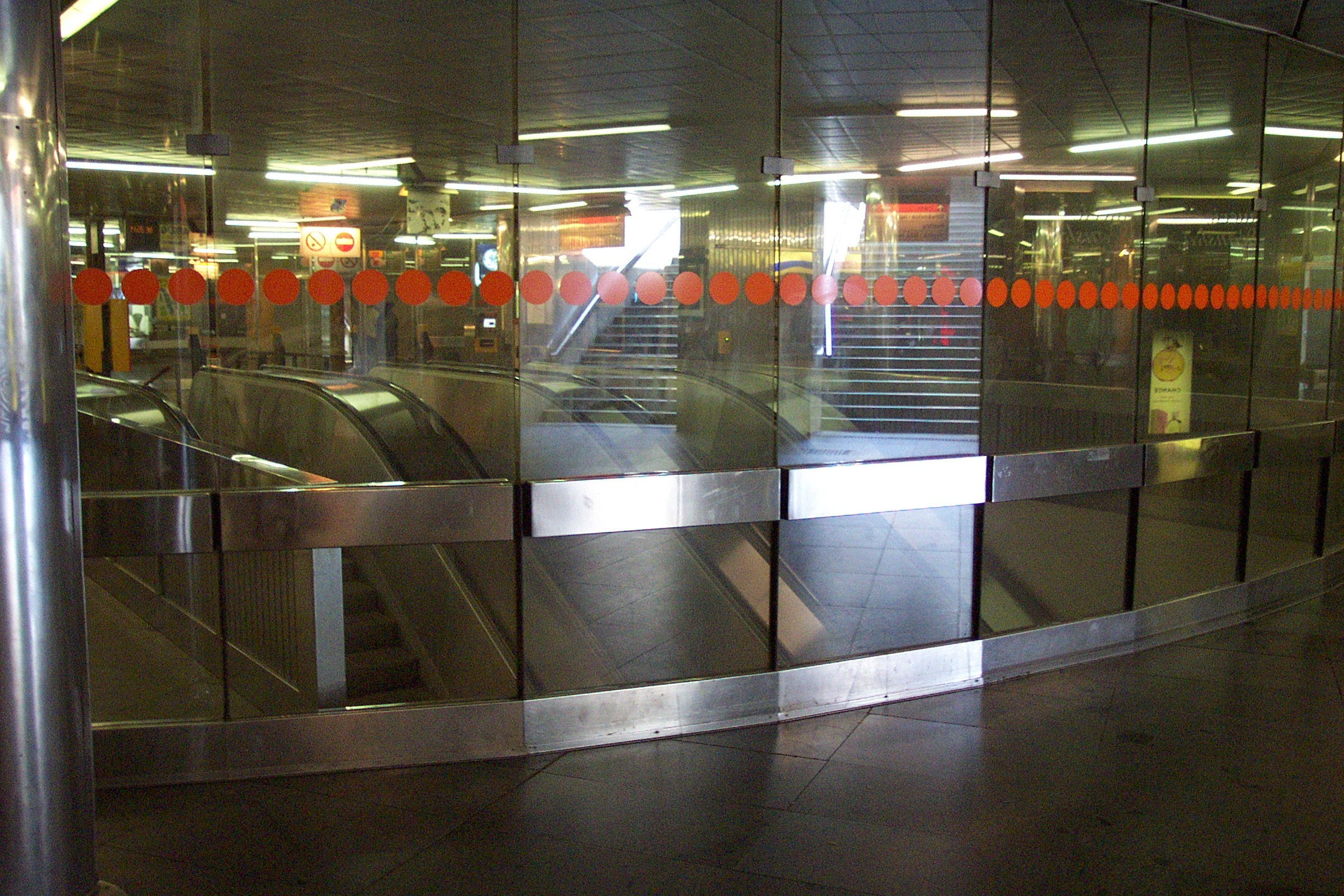
Ескалатори
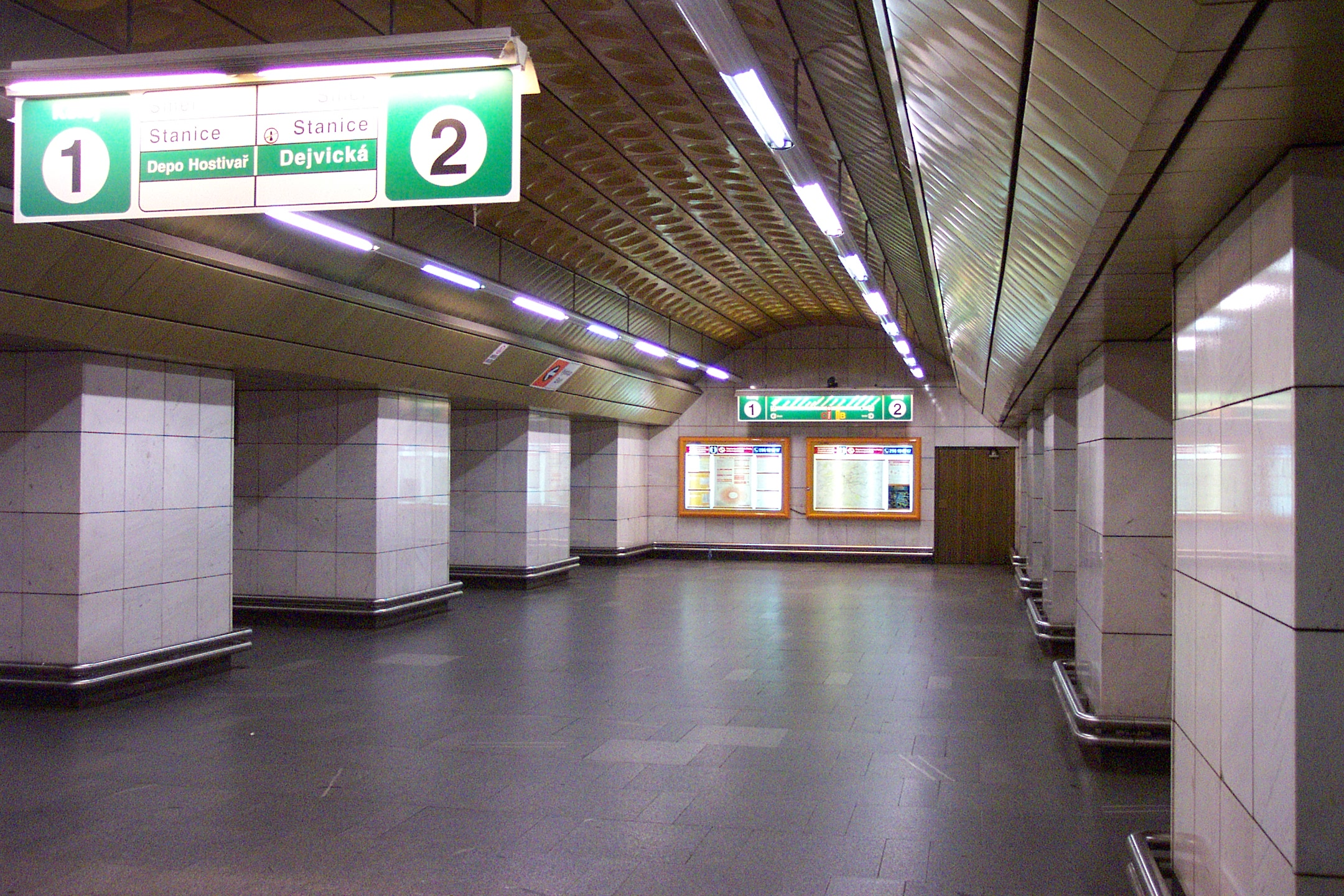
Вказівні написи
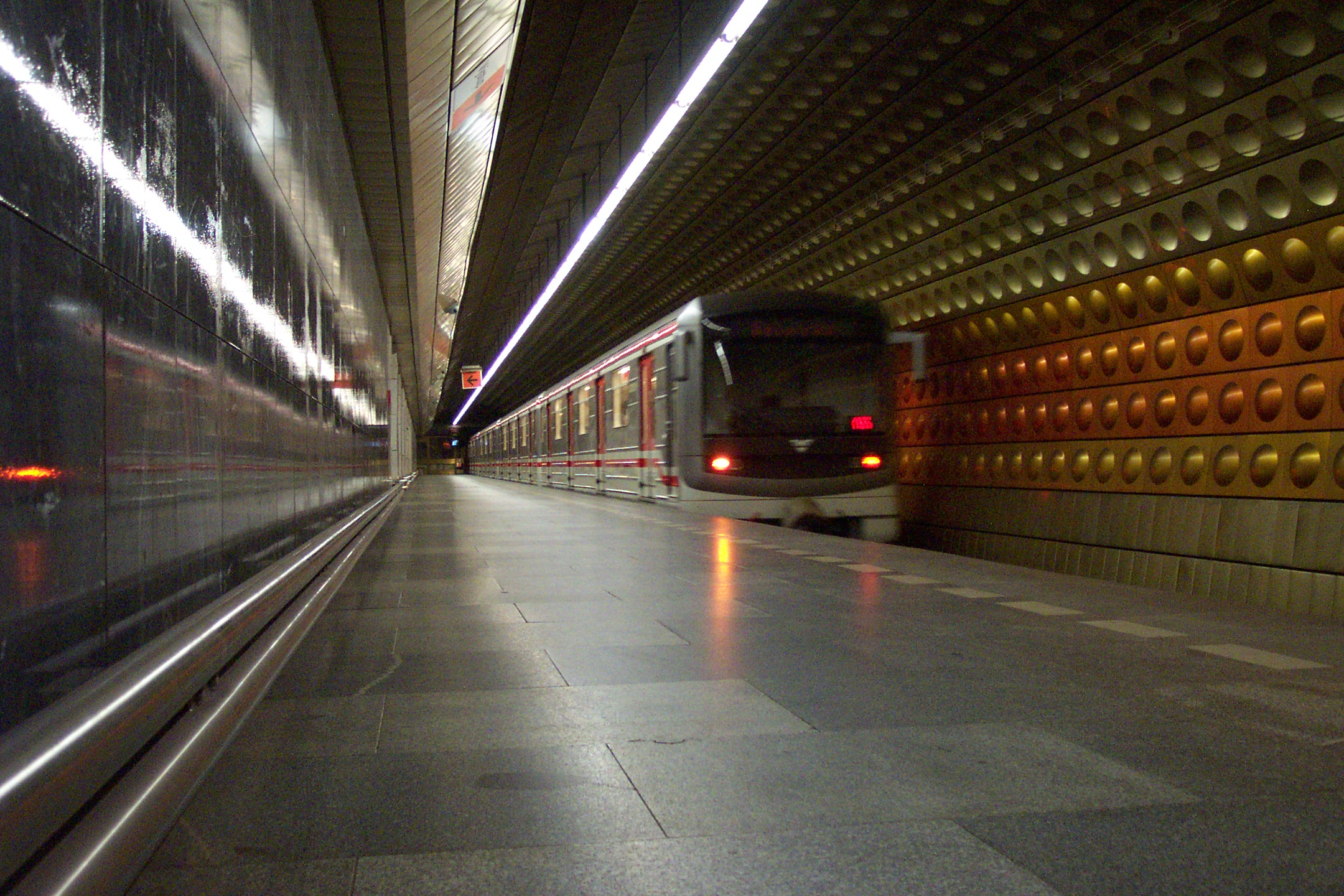
Потяг на станції
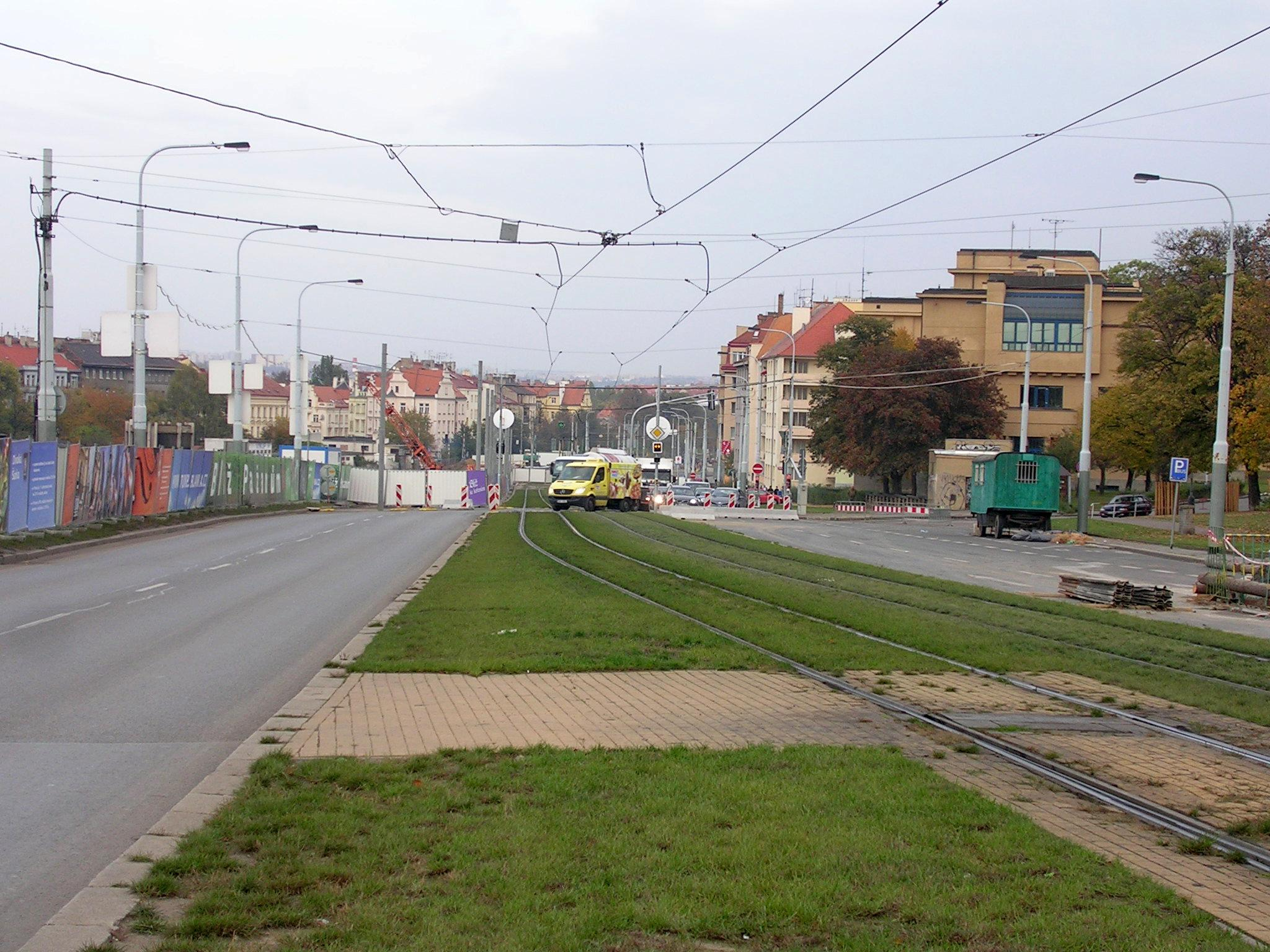
Вулиця Мілади Горакове